# النا بوینا
 النا بوینا (روسی: Елена Олеговна Бовина؛ زاده ۱۰ مارس ۱۹۸۳) یک تنیس‌باز اهل روسیه است.